# Sainte-Mesme
Sainte-Mesme – miejscowość i gmina we Francji, w regionie Île-de-France, w departamencie Yvelines.
Według danych na rok 1990 gminę zamieszkiwały 814 osoby, a gęstość zaludnienia wynosiła 100 osób/km² (wśród 1287 gmin regionu Île-de-France Sainte-Mesme plasuje się na 676 miejscu pod względem liczby ludności, natomiast pod względem powierzchni na miejscu 478).